# Ignacy Jasiński (malarz)
Ignacy Jasiński (ur. 7 grudnia 1833 w Kaliszu, zm. 16 października 1878 w Meranie) – polski malarz, powstaniec styczniowy, zesłaniec.
Był synem Marii za Strzyżowskich i Franciszka Jasińskiego (ur. 1780 w Stopnicy) i bratem Antoniego Ludwika (ur. 1832, zm. 1903). Ojciec od roku mieszkał w Kaliszu, gdzie zaczął pracować jako rachmistrz w kontroli skarbowej województwa kaliskiego.
Brat jego dziadka Jana Jasińskiego − Jakub Jasiński (generał) − był bohaterem insurekcji kościuszkowskiej. Zginął w Warszawie w 1794 roku.

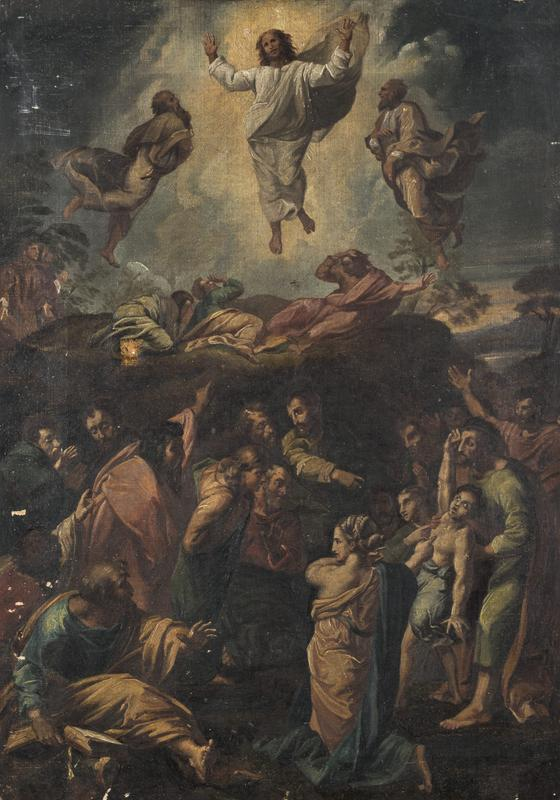
Ignacy Jasiński, Przemienienie Pańskie

Ignacy Jasiński ukończył gimnazjum gubernialne w Suwałkach w 1852. W 1854 roku Ignacy zaczął studiować w Szkole Sztuk Pięknych w Warszawie w klasie Rafała Hadziewicza, a zarazem studiował na Akademii Medyko-Chirurgicznej. Jako student Ignacy Jasiński zaangażowany był w ruch niepodległościowy. W 1861 roku pojawił się jego rysunek patriotyczny Polski przedstawionej jako „Obłąkana”. W 1863 roku oskarżony o przynależność do partii Mierosławskiego i udział w spisku na życie carskiego namiestnika Berga został skazany na zesłanie w głąb Rosji do Wiatki wraz z Teofilią Błędkowską (Teofilą Blendkowską). W archiwach Wiatki (obecnie Kirow), znajdują się akta policji carskiej z aresztowania obojga w Warszawie, wyroku w Pskowie i zsyłki do Wiatki w 1864 roku. W Polsce zachował się także wykonany przez Jasińskiego portret żony Gubernatora Wiatki, Sukorowa. W Wiatce Jasiński uczył rysunku m.in. młodego Konstantina Ciołkowskiego i późniejszą portrecistkę Annę Bilińską. Dokumentem zsyłki w Polsce pozostał notatnik malarza. Artysta zawarł w nim zapiski, wiersze, ale także recepty na lekarstwa, mydło itp., uzupełnione rysunkami ołówkiem, podmalowywanymi akwarelą. Są to głównie portrety i scenki rodzajowe z życia zesłańców i tubylców Czuwaszy i Czeremisów, oddające szczegóły o charakterze etnograficznym. Z zesłania wrócił do Warszawy w 1866 roku, gdzie wynajął pracownię w Hotelu Europejskim. Zachowały się narysowane ołówkiem w tym samym roku dwa portrety jego narzeczonej Celiny Mejer. Spotkania artystów i studentów sztuk pięknych, w latach 1867−1880 dokumentował rysunkami z których większość znajduje się w kolekcji Muzeum Narodowego w Warszawie i jeden obraz w Muzeum Narodowym w Krakowie. W 1869 roku namalował autoportret ze sztafażem, niosącym wspomnienia zesłania, zatytułowany Wygnaniec. Portret Arcybiskupa Wiatki znajduje się w Moskwie. Teki rysunków akademickich i akty mężczyzn z pracowni w Hotelu Europejskim znajdują się w Muzeum Uniwersytetu Warszawskiego.
Zamiłowanie artysty do wędrówek plenerowych ze szkicownikiem zaowocowało serią rysunków z różnych stron kraju − Kielecczyzny, Kurpi, Poronina, Zakopanego, Ojcowa, Ogrodzieńca oraz zagranicy w 1872 − dom wuja Strzyżowskiego w Dreźnie, statek w Trieście, Pompeje, Neapol, Mediolan, Florencja, Rzym.
W 1873 roku przez dwa semestry Jasiński studiował w monachijskiej Akademii Sztuk Pięknych w klasie profesora Sandora Wagnera. Prace Jasińskiego wystawiane były i wielokrotnie nagradzane na pokazach Towarzystwa Zachęty Sztuk Pięknych corocznie od 1860 roku aż do śmierci.
Po powrocie z zesłania w swoim malarstwie coraz odważniej odchodził od akademizmu na rzecz portretów psychologicznych malowanych mocnymi pociągnięciami pędzla. Jasiński należał do straconego pokolenia artystów, od których − jak pisał Witkiewicz − zaczął się rzeczywisty, świadomy rozwój sztuki polskiej. Wspaniały i nagradzany portrecista, chwalony za „surowość pędzla”, lapidarność i dosadność.
W 1870 roku Ignacy Jasiński ożenił się z Celiną Mejer. Zmarł na gruźlicę 16 października 1878 roku w Meranie (Szwajcaria) i tam też został pochowany.